# Episodi di Mr. Bean (serie animata) (sesta stagione)
La sesta stagione della serie animata Mr. Bean è andata in onda nel Regno Unito a partire dal 1º maggio 2025; in Italia a partire dal 28 aprile 2025.
| n. | Titolo originale   | Titolo italiano          | Prima TV Regno Unito | Prima TV Italia |
| -- | ------------------ | ------------------------ | -------------------- | --------------- |
| 1  | A Day in Bed       | Un giorno a letto        | 1º maggio 2025       | 28 aprile 2025  |
| 2  | Karting Bean       | Il go kart               | 1º maggio 2025       | 29 aprile 2025  |
| 3  | Bowled Over        | Bowling                  | 2 maggio 2025        | 30 aprile 2025  |
| 4  | Sample Sale        | Il mercato               | 3 maggio 2025        | 1º maggio 2025  |
| 5  | Grounded           | L'evasione               | 4 maggio 2025        | 2 maggio 2025   |
| 6  | Un-suitable        | L'abito                  | 5 maggio 2025        | 3 maggio 2025   |
| 7  | Fitness Instructor | Un allenamento splendido | 6 maggio 2025        | 4 maggio 2025   |
| 8  | Trampoline Trouble | Il trampolino            | 7 maggio 2025        | 5 maggio 2025   |
| 9  | Sheepish Bean      | Il costume da pecora     | 8 maggio 2025        | 6 maggio 2025   |
| 10 | Page Turner        | Il libro                 | 9 maggio 2025        | 7 maggio 2025   |
| 11 | Arcade Trouble     | Teddy in trappola        | 10 maggio 2025       | 8 maggio 2025   |
| 12 | Alarm Bean         | La cometa                | 11 maggio 2025       | 9 maggio 2025   |
| 13 | Operation Wicket   | Operazione Wicket        | 12 maggio 2025       | 10 maggio 2025  |

## Un giorno a letto
Mr. Bean non ha piani per la giornata e decide di restare a letto tutto il giorno. Per far colazione e lavarsi i denti, infatti, muove il letto per la casa con una scopa e si serve di alcune bizzarre trovate. All'ora di pranzo l'uomo ordina una pizza; ancora determinato a non scendere dal letto, usa le molle del materasso come fionda per scendere le scale in un baleno e raggiungere il fattorino, riuscendo nell'intento, ma bloccando la porta di accesso. Dopo essersi fatto passare la pizza dalla buca delle lettere, Bean la gusta, ma Mrs. Wicket vuole entrare e si infuria col protagonista.

## Il go kart
Mr. Paliwal ha comprato a Divia un go kart e insieme vanno a fare un giro in pista, suscitando anche in Mr. Bean e Billy il medesimo desiderio. Con la complicità del bambino, Mr. Bean ruba degli oggetti di Mrs. Wicket, per poi usarli per costruire un kart rudimentale. Alla pista, Bean e Billy sfidano i Paliwal in una gara. Mr. Paliwal però non vuole farsi battere così esce dalla pista, facendo continuare la corsa nel parco. Dopo alcune disavventure il kart di Bean atterra in uno stagno e Mrs. Wicket, accorsa sul posto, esclama che il veicolo è suo, avendo il protagonista usato gli effetti personali della donna.

## Bowling
Mr. Bean va a giocare a bowling, ma scopre ben presto che è più difficile del previsto. Dopo aver provato invano alcuni trucci, rimane con una palla incastrata nelle dita e cerca di rimuoverla con del sapone, ma finisce per rompere un rubinetto e allagare il bagno. Chiede quindi aiuto a un addetto, che da una cassetta degli attrezzi tira fuori una sega e del lubrificante. Credendo che voglia usare l'arnese tagliente, Bean cerca di scappare da un'uscita di emergenza, ma nel farlo passa sulle piste. Dopo che una palla da bowling ha risolto il problema, l'addetto butta fuori il protagonista.

## Il mercato
Mr. Bean deve aiutare Irma al mercato a vendere la biancheria di lana. Tuttavia l'uomo è più interessato a una bancarella che vende teiere a forma di veicoli: ne vorrebbe acquistare una a forma di Mini, ma non ha il becco di un quattrino. A una bancarella gastronomica, Bean trova degli assaggi gratis e decide di appropriarsene per poi rivenderli. Grazie a questo stratagemma riesce a guadagnare abbastanza per comprare la teiera. In seguito però la venditrice scopre quanto accaduto e si mette a inseguire furibonda Bean.

## L'evasione
Mr. Bean guarda un film d'azione in TV insieme a Billy, quando però Mrs. Wicket ordina al nipote di finire le pulizie. Ispirandosi alle scene del film, Bean mette in atto dei piani per far sì che Billy possa continuare a vedere la TV. Dopo un primo piano fallito, il secondo sembra funzionare: Bean fa credere a Mrs. Wicket che Billy pulisca la casa, controllando l'aspirapolvere dal suo appartamento. Purtroppo, un incidente fa sì che Scrapper rompa tre sacchi della spazzatura. Mrs. Wicket scopre tutto e obbliga il protagonista a ripulire la casa.

## L'abito
Mr. Bean vuole entrare in un museo, dove vengono distribuiti snack gratuiti, ma è richiesto un abbigliamento formale. Decide quindi di intrufolarsi nello studio di un pittore e dipingersi uno smoking, rovinando però un quadro dell'artista. Nel museo il protagonista cerca di mangiare qualcosa, ma per vari motivi non riesce nell'intento; inoltre a causa di un incidente parte dello smoking dipinto viene lavato via e Bean cerca di non farsi scoprire. Poco dopo la tela rovinata da Bean viene presentata al pubblico e l'artista realizza quanto accaduto. Nonostante le pittura dello smoking e del quadro vengano lavate dagli irrigatori antincendio, un critico d'arte giudica la cosa positivamente.

## Un allenamento splendido
Mr. Bean non ha abbastanza soldi per pagare l'affitto; per ripagare il debito deve svolgere una serie di lavori nel cortile di Mrs. Wicket. Siccome i lavori sono faticosi, il protagonista, fingendosi istruttore di fitness, allena Mr. Paliwal affinché faccia lui il lavoro al posto suo. Egli però rimette tutto come era prima e, quando Mrs. Wicket ritorna, Bean è costretto a rifare tutto daccapo.

## Il trampolino
Dopo aver saltato la fila di un trampoline park, Mr. Bean si imbatte in un bambino prepotente che esige di occupare il trampolino con su il protagonista e continua a lanciargli via Teddy. In seguito il bambino decide di sfidarlo a chi raggiunge prima Teddy su una panchina al bar; la sfida viene vinta dal ragazzino ma il tutto gli si ritorce contro: la proprietaria del parco lo butta fuori perché crede che lui abbia saltato la coda.

## Il costume da pecora
Alla fiera della contea, Irma costringe Mr. Bean a tornare in città per comprare un costume da pecora, con lo scopo di invogliare la gente a comprare i vestiti di lana della sua bancarella. Dopo averlo indossato, il protagonista finisce per rimanervi incastrato; mentre torna alla fiera inoltre la sua auto rimane bloccata in un pantano. Cerca così di proseguire a piedi, ma un cane da pastore lo scambia per un ovino e si mette a inseguirlo, fino a un gregge di pecore. Il protagonista, dopo aver fatto scappare il pastore, diventa lui il nuovo pastore; insieme al cane e a un piccolo gruppo di pecore, si reca alla fiera, riuscendo ad attirare tanti clienti.

## Il libro
Mr. Bean adocchia nella vetrina di una libreria un costoso libro horror che desidera leggere, ma non può permetterselo. Dopo averlo preso dalla vetrina, inizia a leggerlo nel negozio, ma viene buttato fuori. Poco dopo un uomo acquista il libro e il protagonista lo insegue per leggerlo, finché l'uomo, terrorizzato dal libro, decide di restituirlo. Poco dopo Irma regala lo stesso libro a Bean e rimane senza parole quando scopre che il fidanzato l'ha letto quasi tutto.

## Teddy in trappola
Mr. Bean va in una sala giochi, dove si sfida con un ragazzino. Per sbaglio, un'addetta mette Teddy in un claw crane e il protagonista, non riuscendo a spiegarle la verità, cerca di recuperarlo vincendolo, ma fallisce. Tenta poi di rubare la chiave della macchina, ma viene scoperto e buttato fuori. Il ragazzino di prima però riesce a vincere l'orsacchiotto di Bean e lo restituisce al legittimo proprietario.

## La cometa
Mr. Bean acquista un telescopio per vedere una cometa, che passerà quella notte alle 4 e non ricomparirà per altri 200 anni. Dopo aver rotto la sua sveglia, l'uomo decide di fabbricare una macchina di Rube Goldberg che lo svegli alle 4. Sfortunatamente, a causa di una serie di inconvenienti, Bean non riesce a svegliarsi in tempo, perdendo la cometa.

## Operazione Wicket
Mrs. Wicket ha un'unghia incarnita e Bean l'accompagna in ospedale. Annoiato dall'attesa, l'uomo indossa per gioco uno stetoscopio; un'infermiera però lo scambia per un nuovo dottore e lo porta a operare Mrs. Wicket. Quest'ultima però lo riconosce e lo spinge via, facendogli cadere addosso un attrezzatura medica. Bean viene quindi ricoverato in ospedale insieme a Wicket.